# A Justiça (tarô)

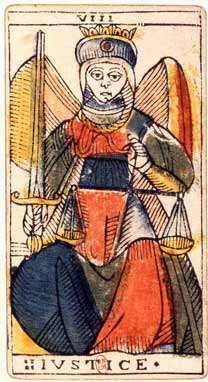
A Justiça.

A Justiça é o oitavo Arcano Maior, a carta VIII, do Tarot. É mais comumente representada através da figura de uma mulher sentada em cadeira imponente, segurando uma espada em riste com a mão direita e uma balança com a mão esquerda. Olha para o horizonte, sem qualquer expressão. Parece calma, equilibrado, limpa, ordenada. Em diversas representações, como no Tarot de Marselha e no baralho Raider-Waite, sua cadeira está posicionada entre duas colunas verticais. 

## Simbologia
A carta da Justiça simboliza tradicionalmente equilíbrio e perfeição; e sua associação ao número oito também se deve a isso. Os estudos simbólicos desse número o consideram perfeito assim como seus antecessores números pares, o 2, o 4 e o 6, mais ainda, sendo esse um último estágio onde não há mais nada a acrescentar (sendo o 10 já a união dos numerais 1 e 0). O desenho desse numeral arábico também é formado por dois círculos unidos interpretados como o céu e a terra. Na numerologia do Tarot, ele também representa o dobro do 4 e, sendo esse sinônimo de estabilidade: estabilidade no céu e na terra. A figura da mulher na carta está sentada firmemente em sua cadeira e encara de frente quem olha a carta assim como a figura do Sol no arcano XVIIII e a figura do anjo na carta O Julgamento - uma indicação para a uma postura meditativa sobre o presente. Seu equilíbrio também é reafirmado pela presença de um objeto simbolicamente ativo (a espada) e outro passivo (a balança). Essa representação da justiça também foge da representação mais popular de uma mulher com os olhos vendados que carrega a ideia de "justiça é cega"; ao contrário ela olha de volta nos olhos de quem a olha em uma indicação simbólica de que a justiça precisa ser primeiramente tratada internamente por cada um. 
Na figura é possível notar uma série de indicações sobre como os opostos trabalham juntos. Os dois pratos da balança são parte do mesmo objeto, ligados por uma barra em um movimento contínuo. A oposição deles é o que permite que a balança esteja em pleno funcionamento. Sua figura e suas vestes remetem à codigos femmininos, sendo interpretada como uma mulher, mas carrega dois símbolos de masculinidade: a espada e o elmo de guerreiro. A espada nao está nem em uma posição de defesa, nem de ataque, de maneira semelhante a um cedro ou outro símbolo de poder. Ela representa a responsabilidade e a coragem necessária para que se aplique a justiça em si mesmo, antes de aplicá-la nos outros.

Equilíbrio, processos judiciais (julgamento), leis, limites. Este arcano traz o equilíbrio, a isenção, a análise do passado. É um arcano passivo que cumpre um papel, representa uma instituição. Também simboliza a colheita - "Cada um colhe aquilo que plantou". Na balança que a figura da Justiça segura numa das mãos, existe uma moeda e uma taça, que se equilibram mutuamente. Ora, a moeda simboliza o plano material e a taça simboliza o plano emocional, ou seja, os dois devem estar equilibrados. Na outra mão, a Justiça segura uma espada, símbolo da punição que pode distribuir a quem a merece. Na caminhada espiritual, este Arcano representa um momento de equilíbrio, no qual se recebem as recompensas (ou punições) materiais e emocionais pelo caminho já percorrido. É inevitável.